# Gamba groga petita
La gamba groga petita o tifort groc petit (Tringa flavipes) és una espècie d'ocell de la família dels escolopàcids (Scolopacidae) que en estiu habita la tundra des de l'oest i centre d'Alaska, cap a l'est i sud per la major part del Canadà fins a la vora sud de la Badia de Hudson. En hivern habita des del sud d'Amèrica del Nord i les Antilles fins al sud d'Amèrica del Sud.